# Aspilota atlasovi
Aspilota atlasovi är en stekelart som beskrevs av Sergey A. Belokobylskij 2007. Aspilota atlasovi ingår i släktet Aspilota och familjen bracksteklar. Inga underarter finns listade.